# Nosači zrakoplova klase Kitty Hawk
Klasa Kitty Hawk je bila klasa nosača zrakoplova Američke ratne mornarice. Kitty Hawk je poboljšana klasa Forrestal. Klasa Kitty Hawk je posljednja klasa američkih nosača zrakoplova na klasičan, parni pogon. Klasu čine četiri nosača. Prvi brod u klasi po kojem je i cijela klasa dobila ime je bio USS Kitty Hawk (CV-63) koji je primljen u operativnu službu 21. travnja 1955. godine. Posljednji brod iz ove klase, USS John F. Kennedy (CV-67) je povučen iz operativne službe 1. kolovoza 2007. godine. Klasu Kitty Hawk naslijedio je prvi nosač zrakoplova na nuklearni pogon, USS Enterprise (CVN-65).

## Brodovi u klasi
Lista brodova u klasi Forrestal:

### USSKitty Hawk(CV-63)
- Brodogradilište:  SAD (New York Shipbuilding Corporation, New York)
- Kobilica položena: 27. prosinca 1956.
- Porinut: 21. svibnja 1960.
- Korisnik:  SAD
- Uveden u službu: 29. travnja 1961.
- Povučen iz službe: 31. siječnja 2009.
- Status: Povučen iz službe.

Izvori:,

### USSConstellation(CV-64)
- Brodogradilište:  SAD (New York Naval Shipyard, New York)
- Kobilica položena: 14. rujna 1957.
- Porinut: 8. listopada 1960.
- Korisnik:  SAD
- Uveden u službu: 27. listopada 1961.
- Povučen iz službe: 7. kolovoza 2003.
- Status: Povučen iz službe.

Izvori:,

### USSAmerica(CV-66)
- Brodogradilište:  SAD (Newport News Shipbuilding u Newport News, Virginia)
- Kobilica položena: 9. siječnja 1961.
- Porinut: 1. veljače 1964.
- Korisnik:  SAD
- Uveden u službu: 23. siječnja 1965.
- Povučen iz službe: 9. kolovoza 1996.
- Status: Potopljen kao meta.

Izvori:,

### USSJohn F. Kennedy(CV-67)
- Brodogradilište:  SAD (Newport News Shipbuilding u Newport News, Virginia)
- Kobilica položena: 22. listopada 1964.
- Porinut: 27. svibnja 1967.
- Korisnik:  SAD
- Uveden u službu: 7. rujna 1968.
- Povučen iz službe: 1. kolovoza 2007.
- Status: Povučen iz službe.

Izvori:,

### Zajednički poslužitelj
|  | Zajednički poslužitelj ima stranicu o temi Kitty Hawk class aircraft carrier    |
|  | Zajednički poslužitelj ima još gradiva o temi Kitty Hawk class aircraft carrier |